# ليانة
تقع قرية ليانة شرق مدينة بسكرة الجزائرية في دائرة زريبة الوادي. هي قرية تارخية أثرية، لا تزال تلك الآثار على حالها القديم؛ مساجد عديدة ومعاهد ومزارات للأولياء والصالحين ،ومقبرتين. امتازت ليانة عن الحواضر ثقافيا بالعديد من المعالم المتواجدة فيها: معهد سيدي الوردي .مسجد سي لمبارك.زاوية سيدي بوسبع حجات. مقام سيدي عيسى. مقام سيدي بوزاهر.